# Острокозинест заек
Острокозинестият заек (Caprolagus hispidus), наричан още асамски или четинест заек, е рядък представител индийски заек от семейство Зайцови (Leporidae). Спада към особената група древни зайци Пенталагини (Pentalagini). Този вид са най-активни на зазоряване и привечер. Ограничената налична информация върху репродукцията показва, че средно статистически имат малък брой новородени.

## Характеристики
Това са предимно дребни животни със закръглени къси уши и къси крака. Особено задните са недостатъчно развити. Сивата им или кафеникава козина е доста твърда, а у някои видове дори четинеста, затова ги наричат още четинести зайци. Опашката е кафява и около 30 mm дълга. При мъжките индивиди телесното тегло варира от 1810 до 2610 г. със средна стойност от 2248 грама. Женските тежат средно 2518 грама, включително тежко бременната женска, с тегло 3210 грама. Фронталните кости са много широки. Средната дължина на този заек е 476 mm, считано от главата до опашката. По външен вид и някои биологични особености острокозинестият заек прилича много на европейския заек-подземник, макар че не рови подземни убежища като него.

## Разпространение
Макар зайците да са познати с отличните си способности да се размножават светкавично, този вид прави изключение. Някога те са били широко разпространени по цялата дължина на Хималаите, от Индия, до Непал и Пакистан. Днес броят им е намалял значително, най-вече заради стесняване на ареала на живеене и болести. Четинестите зайци се хранят с дървесна кора, корени на трева, филизи и семена. През 1964 г. се е смятало, че видът е изчезнал, но през 1966 г. е бил засечен негов индивид. През 2001 г. броя на зайците е към 110, но този брой трудно ще нарасне, заради странното поведение на индивидите, държани в плен.